# Henry Caro-Delvaille
Pour les articles homonymes, voir Caro et Delvaille.
Henry Caro-Delvaille, né Henri Delvaille à Bayonne le 9 juillet 1876 et mort à Sceaux le 2 juillet 1928, est un peintre et décorateur français.

## Biographie
Après avoir étudié de 1895 à 1897 à l'école des beaux-arts de Bayonne, Henry Caro-Delvaille est l'élève de Léon Bonnat à l'école de beaux-arts de Paris. Il expose pour la première fois au salon de la Société des artistes français à Paris en 1899. Il y remporte une médaille de troisième classe en 1901 pour son tableau intitulé La manucure. Membre de la Société nationale des beaux-arts à partir de 1903, il en devient secrétaire en 1904. En 1905, il remporte la grande médaille d'or de l'Exposition internationale de Munich. La même année, son ami Edmond Rostand lui confie la décoration de sa villa de Cambo. Il se fait alors connaître comme portraitiste et bénéficie de très nombreuses commandes. Il est nommé chevalier de la légion d'honneur en 1910.

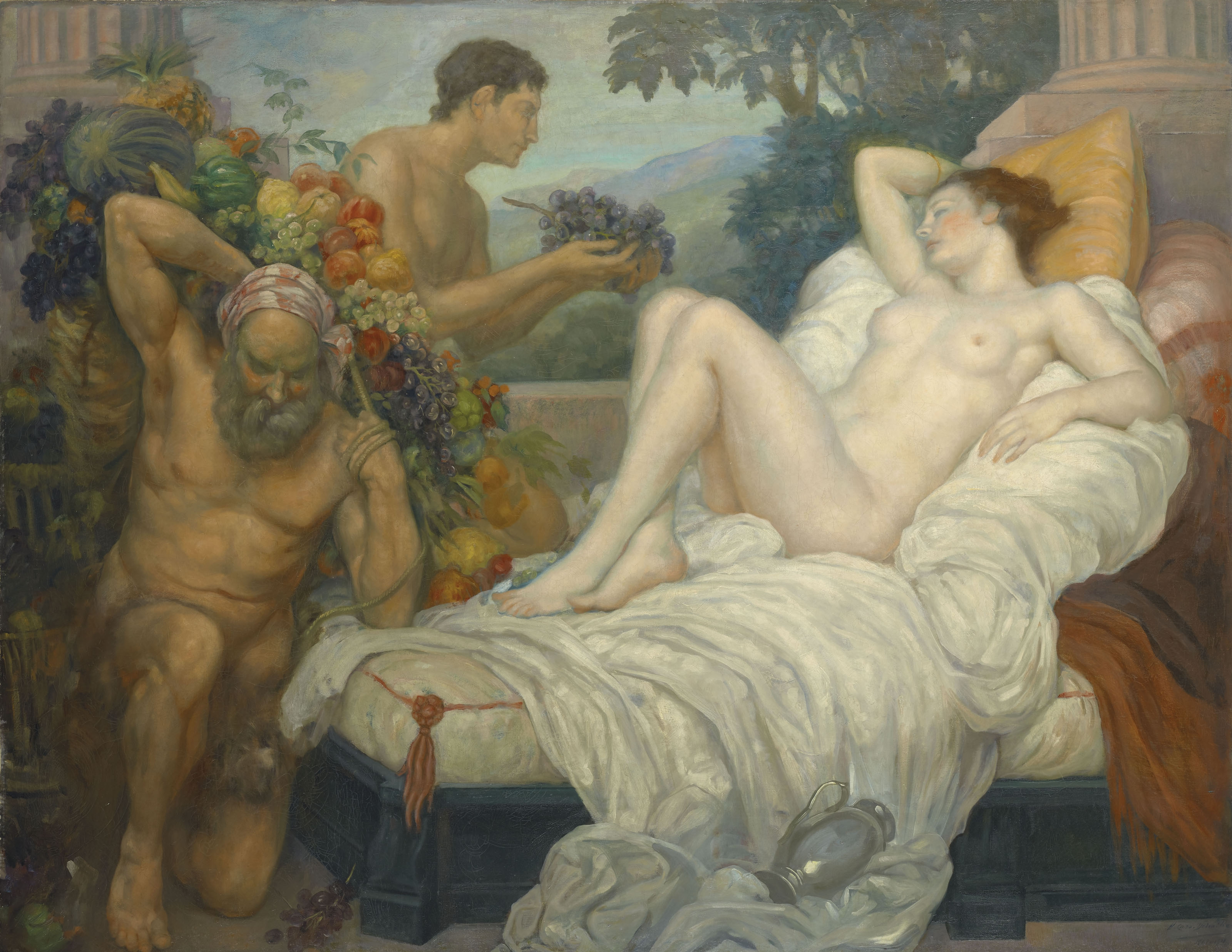
Les présents de la terre, décoration pour la maison du docteur Semprun à Buenos-Aires (1912)

À partir de 1917, il voyage avec son épouse, Aline Fernande Lévy aux États-Unis où il s'installe jusqu'en 1925. Il y réalise de nombreux portraits, des nus, des paysages et des panneaux décoratifs. Il a pour beaux-frères les peintres Gabriel Roby et Raymond Lévi (il a ainsi pour neveu, le futur académicien Claude Levi-Strauss).
Il est inhumé au cimetière israélite de Bayonne.

## Ouvrages
- Phidias ou Le Génie Grec, Alcan, 1922